# Ута Мауерсбергер
Ута Мауерсбергер (на немски: Uta Mauersberger) е немска поетеса,

## Биография и творчество
Ута Мауерсбергер е родена в Бернбург на Заале в семейството на изтъкнат музикант. Завършва гимназия в Хале. През 1970 – 1974 г. следва в Хумболтовия университет в Берлин библиотечно дело.

## Творчество
Първата поетическа книга на Ута Мауерсбергер излиза през 1980 г. в поредицата „Поетичен албум“, където се публикуват произведения на млади автори, които трудно намират прием в официалните издания. Стихосбирката предизвиква голям интерес с порива си към творческа независимост и освободеност от каноните на партийния социалистически реализъм, владеещ в литературата на Германската демократична република. Следват „Балади, песни и стихотворения“ (1983), „Опашката на плъха. Стихотворения“ (1989), „Хора от Лайпциг. Три стихотворения“ (1990) в списание „Лайпцигер блетер“.
Заедно с българската художничка Татяна Петкова Ута Мауерсбергер представя на Лайпцигския панаир на книгата в 1995 г. поетическия проект „TerraIrreale“. А през 2004 г. във Великобритания излиза съставеният и преведен от английската поетеса Теса Рансфорд сборник „Въпросът на славея: петима поети от Саксония“, в който със свои творби е включена и Ута Мауерсбергер.
Поетесата превежда произведения от езика на лужишките
славяни. Пише също книги за деца.
На поетическия семинар в Шверин през 1975 година Ута Мауерсбергер получава поощрителната художествена награда на „Свободната немска младеж“.